# Dalslands Fotbollförbund
Dalslands Fotbollförbund (Dalslands FF) är ett av de 24 distriktsförbunden under Svenska Fotbollförbundet. Dalslands FF administrerar de lägre serierna för seniorer och ungdomsserierna i Dalsland.

## Serier
Dalslands FF administrerar följande serier:

### Herrar
Division 5 - en serie

Division 6 - en serie

Tidigare fanns både Division 7 och 8 för B-lag men de har lagts ner då antal lag blivit mindre i Dalsland.

### Damer
Division 4 - en serie (tillsammans med Bohuslän)

Division 5 - en serie

### Övriga serier
- Ungdomsserier
- Reservlagsserier